# Ценгаузен-бай-Вальмерод
Ценгаузен-бай-Вальмерод (нім. Zehnhausen bei Wallmerod) — громада в Німеччині, розташована в землі Рейнланд-Пфальц. Входить до складу району Вестервальд. Складова частина об'єднання громад Вальмерод.
Площа — 1,57 км2. Населення становить 187 ос. (станом на 31 грудня 2020).